# Kapelle zu den 14 Nothelfern (Sägemühle)

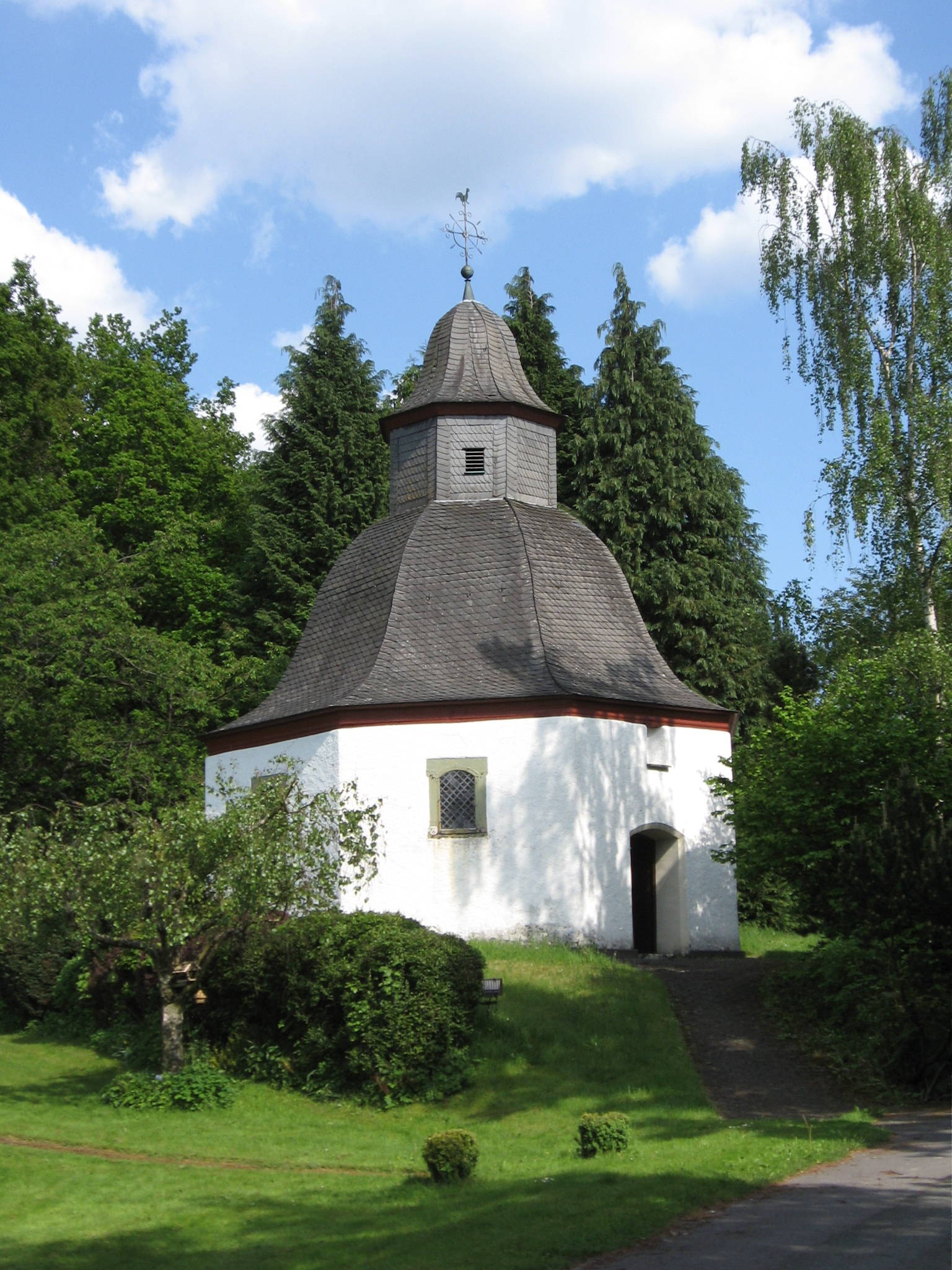
Vierzehn-Nothelfer-Kapelle

Die katholische Kapelle zu den 14 Nothelfern ist ein denkmalgeschütztes Gebäude in Sägemühle (Meschede), einem Ortsteil der Stadt Meschede im Hochsauerlandkreis (Nordrhein-Westfalen).

## Geschichte und Architektur
Das Gebäude wurde 1713 auf dem Platz einer Vorgängerkapelle errichtet. Die vorherige St.-Agatha-Kapelle Zum Engeln Krahn wurde in einem Schuldnerverzeichnis von 1684 erwähnt. Ein urkundlicher Beleg über die Bauzeit existiert nicht. Der Name Zum Engeln Krahn ist bis heute nicht sinnvoll gedeutet. Bis Ende des 20. Jahrhunderts wurde als Bauzeit der Kapelle vage Ende des 18. Jahrhunderts angenommen. Bei der Restaurierung 1983 wurde durch holzkundliche Untersuchungen beim Rheinischen Landesmuseum in Trier eindeutig das Alter geklärt. Demnach wurde das Eichenholz 1712 gefällt und im selben Jahr verzimmert. Die Kapelle ist mit Sicherheit im Jahr darauf fertiggestellt worden.

## Ausstattung
- Die Figuren der 14 Nothelfer wurden von 1722 bis 1723 geschnitzt, das geht aus einer Rechnung vom 27. Januar 1723 hervor. Ausführender Künstler war wohl Johann Bernhard Hense aus Meschede, der 1696 das Rüthener Bürgerrecht erwarb.
- Die erste Glocke wurde 1753 vom Glockengießer Johannes Fuchs gegossen und zu Ehren der Hl. Lucia geweiht. Wegen starker Risse wurde sie 1921 gegen eine Glocke mit der Inschrift Ave Maria ersetzt.

## Gemeinsamkeiten mit anderen Kirchengebäuden im Stadtgebiet Meschede
Ähnlich wie die Kapelle St. Lucia in Erflinghausen und die Kapelle auf der Schlade in Calle hat auch diese einen oktogonalen Grundriss, ist überdacht, verschiefert und mit einer barocken Haube mit Laterne bekrönt. Alle drei Kapellen liegen im Stadtgebiet von Meschede, vermutlich wurden sie unter der Leitung desselben Baumeisters errichtet.

## Sonstiges

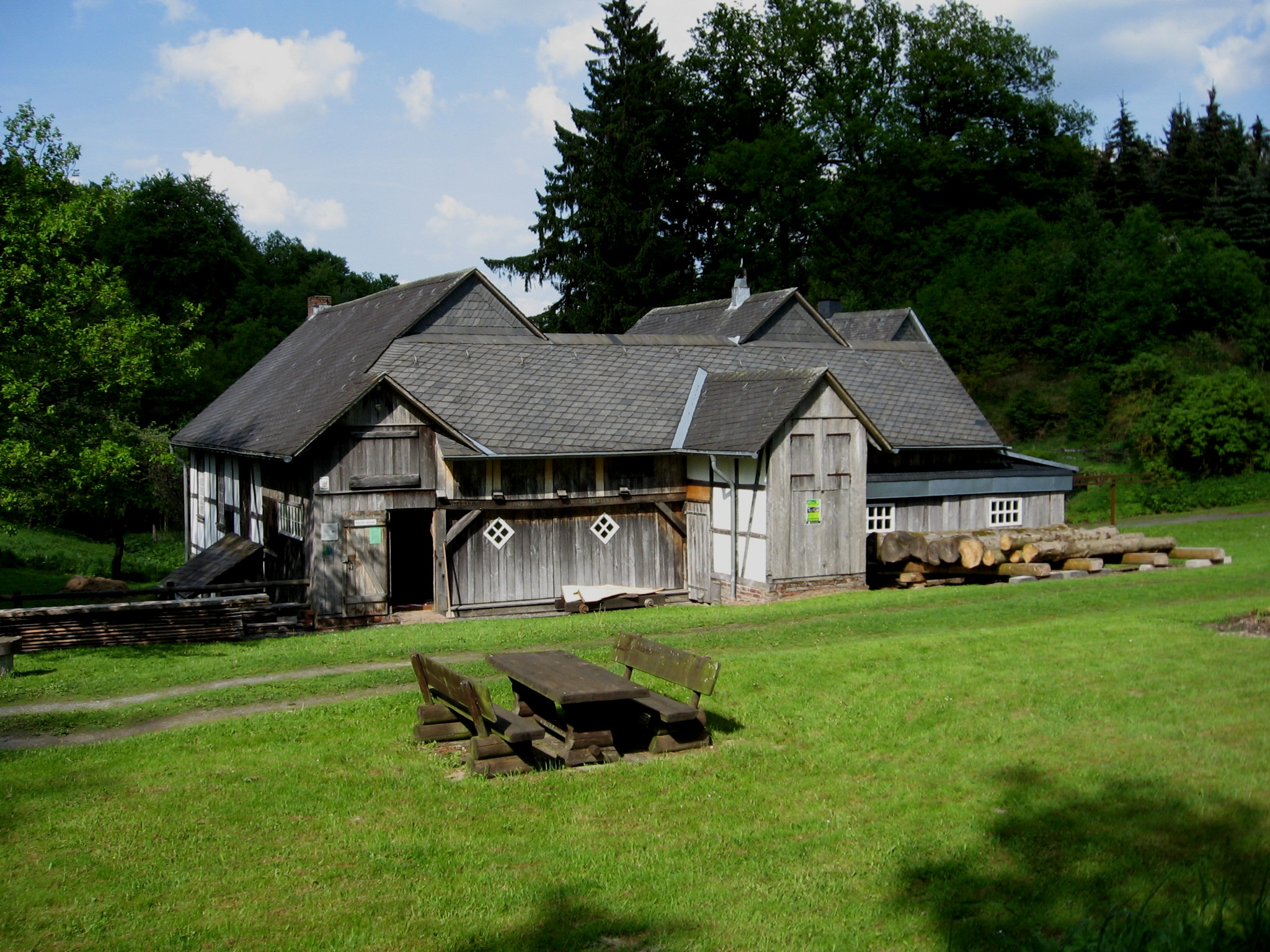
Alte Sägemühle in Remblinghausen

Ca. 30 m nordwestlich der Vierzehn-Nothelfer-Kapelle befindet sich die ebenfalls unter Denkmalschutz stehende Alte Sägemühle. Die Vierzehn-Nothelfer-Kapelle wird wie die Alte Sägemühle durch den Sägemühlenverein Remblinghausen e. V. betreut.